# 奥恩省阿蒂斯
奥恩省阿蒂斯（法語：Athis-de-l'Orne），或纯音译作阿蒂斯德洛讷，是法国奥恩省的一个旧市镇，位于该省西北部，属于阿尔让唐区。该市镇总面积32.47平方公里，2009年时的人口为2605人。
奥恩省阿蒂斯已于2016年1月1日起和相邻的另外7个市镇合并为新市镇"阿蒂斯-瓦勒德鲁夫尔"（法語：Athis-Val de Rouvre）。奥恩省阿蒂斯为政府驻地。

## 人口
奥恩省阿蒂斯人口变化图示